# Linea Kansai Aeroporto
La linea Kansai Aeroporto (関西空港線?, Kansai Kūkō-sen) è una ferrovia a scartamento ridotto a Osaka, in Giappone, gestita dalla West Japan Railway Company (JR West) che collega l'Aeroporto Internazionale del Kansai, situato su un'isola artificiale, con l'entroterra. La linea è in buona parte situata sul ponte che collega l'aeroporto alla terraferma.

## Stazioni
| Stazione                                                                                           | Giapponese     | Collegamenti                              | Posizione | Posizione           |
| -------------------------------------------------------------------------------------------------- | -------------- | ----------------------------------------- | --------- | ------------------- |
| Servizi provenienti dalle stazioni di Kyōto, Shin-Ōsaka, Kyōbashi, Ōsaka e Tennōji via linea Hanwa |                |                                           |           |                     |
| Hineno                                                                                             | 日根野         | West Japan Railway Company: Linea Hanwa   | Izumisano | Prefettura di Osaka |
| Rinkū Town                                                                                         | りんくうタウン | ■ Ferrovie Nankai: Linea Nankai Aeroporto | Izumisano | Prefettura di Osaka |
| Aeroporto Kansai                                                                                   | 関西空港       |                                           | Tajiri    | Prefettura di Osaka |